# Bâtiment situé 28 rue Obrenovićeva à Niš
Le bâtiment situé 28 rue Obrenovićeva à Niš (en serbe cyrillique : Зграда у Ул. Обреновићева 28 у Нишу ; en serbe latin : Zgrada u Ul. Obrenovićeva 28 u Nišu) se trouve à Niš, dans la municipalité de Medijana et dans le district de Nišava, en Serbie. Il est inscrit sur la liste des monuments culturels protégés de la république de Serbie (identifiant no SK 840),,.

## Présentation
Le bâtiment, situé 28 rue Obrenovićeva (ancienne rue Maršala Tita), a été construit un style académique, avec une mise en valeur de son caractère fonctionnel qui tend vers le modernisme.
Il est constitué d'un rez-de-chaussée et de deux étages. Au premier étage se trouvent deux fenêtres rectangulaires disposées horizontalement de manière symétrique ; ce niveau se caractérise par son absence de décoration. Au second étage se trouve un oriel encadré de deux petits balcons ; cet étage est dominé par des fenêtres verticales ; par rapport aux fenêtres, la décoration plastique joue un rôle secondaire dans l'animation des surfaces.
Le secteur de la rue Obrenovićeva, où se trouve le bâtiment, est inscrit sur la liste des entités spatiales historico-culturelles protégées de la république de Serbie (identifiant no PKIC 31),.